# 1947-es magyar teniszbajnokság
Az 1947-es magyar teniszbajnokság a negyvennyolcadik magyar bajnokság volt. A bajnokságot június 20. és 29. között rendezték meg Budapesten, az UTE Megyeri úti pályáján, majd az utolsó két napon a BLKE lágymányosi sporttelepén.

## Eredmények
| Versenyszám  | Arany                                          | Arany | Ezüst                                        | Ezüst | Bronz                                                                          | Bronz |
| ------------ | ---------------------------------------------- | ----- | -------------------------------------------- | ----- | ------------------------------------------------------------------------------ | ----- |
| Férfi egyéni | Szigeti Ottó Újpesti TE                        |       | Szentpéteri Emil BEAC                        |       | Dallos Béla BEACForró Mihály Újpesti TE                                        |       |
| Női egyéni   | dr. Hidassy Dezsőné BEAC                       |       | Bárd Erzsébet Újpesti TE                     |       | Rohrböck Józsefné egyesületen kívülidr. Paksy Józsefné BEAC                    |       |
| Férfi páros  | Fehér Kálmán, Tornyay Tibor egyesületen kívüli |       | Fáncsi Ferenc, Birkás György Ferencvárosi TC |       | dr. Dallos György, Dallos Béla BLKE, BEACSzigeti Ottó, Forró Mihály Újpesti TE |       |
| Női páros    | dr. Hidassy Dezsőné, dr. Paksy Józsefné BEAC   |       | Bárd Erzsébet, Jusits Ilona Újpesti TE       |       | Straub Jánosné, Csendes Józsefné BEACPákay Barnabásné, Kallós M. BEAC, ?       |       |
| Vegyes páros | Szigeti Ottó, Bárd Erzsébet Újpesti TE         |       | Milassin Miklós, dr. Hidassy Dezsőné BEAC    |       |                                                                                |       |